# Rafael Aguirre Franco
Rafael Aguirre Franco (San Sebastián, 11 de abril de 1937- San Sebastián, 16 de julio de 2020) fue un escritor, investigador y divulgador español, especializado en tradiciones vascas.

## Biografía
Tras estudiar Derecho en la Universidad de Valladolid, regresó a San Sebastián donde permaneció durante más de treinta años como director del Centro de Atracción y Turismo (CAT) de San Sebastián.
Sus variadas aficiones tenían un marcado carácter tradicional vasco. Experto en regatas, organizaba anualmente desde el CAT las Regatas de La Concha. También era aficionado y gran conocedor del deporte de pelota vasca, y de otros deportes que fueron objeto de algunas de sus publicaciones. Otras de sus aficiones fueron: la historia local de San Sebastián, las tradiciones vascas, el caserío, las fiestas populares, la pirotecnia y las embarcaciones tradicionales, sobre las que realizó diversas investigaciones.
Publicó más de sesenta libros de diferentes géneros literarios desde el ensayo hasta guías y libros de viajes, tanto en español como en otros idiomas.

## Premios
- Premio Ciudad de San Sebastián (1962) con la colección de relatos Un mundo feliz.[2]
- Premio de Novela Guipúzcoa (1967)

## Selección de publicaciones
Publicó cerca de sesenta libros de diversa temática: recopilatorios de cuentos, en varios idiomas (las lenguas eran una de sus aficiones); tradiciones vascas; historia local de San Sebastián entre 1813 y 2013; guías y libros de viajes como El turismo en el País Vasco: vida e historia (1995); publicaciones sobre las regatas, como Remo tradicional en el mundo (1999) publicado por la propia federación de remo. Destacan, entre otros:

### Ensayo
- El turismo en Guipúzcoa, Diputación de Guipúzcoa (1963)
- La Tamborrada, Caja de Ahorros Municipal de San Sebastián (1967)
- Juegos y Deportes Vascos, Auñamendi (1968, reeditada 1978)
- Geografía de Sombras, Ediciones Aura (1974)
- Deporte rural vasco, Txertoa (1983)
- Juegos y deportes del País Vasco, Editorial Kriselu (1989)
- El Turismo en el País Vasco. Vida e historia, Txertoa (1995)
- Crónica de un centenario. Real Club de Tenis de San Sebastián (2004)
- Las regatas de traineras. Kutxa (2005)

### Novelas y relatos
- Mundo feliz, Ágora (1963)
- Contra la pared. Ediciones Aura (1967)
- Aquellos dos meses. (1969)
- En estado de alarma, Ediciones Aura (1976)
- Más allá del final de Lagos. Horda (1981)
- Viaje en tren, Laertes (1987)
- La sombra en la arena (2005)
- Los ucranianos (2008)
- Ruleta rusa, Arte Activo Ediciones (2018)